# Danh sách kỷ lục môn bắn súng tại Đại hội Thể thao châu Á
Danh sách kỷ lục Đại hội Thể thao châu Á môn bắn súng ghi nhận những thành tích xuất sắc nhất từng được thiết lập ở các nội dung thi đấu thuộc môn bắn súng tại Đại hội Thể thao châu Á (Asian Games). Các kỷ lục này được Liên đoàn Bắn súng châu Á và Hội đồng Olympic châu Á công nhận, phản ánh trình độ chuyên môn cao và sự phát triển không ngừng của bộ môn qua từng kỳ đại hội. Kể từ khi bắn súng được đưa vào chương trình thi đấu chính thức, nhiều vận động viên từ khắp châu lục đã thiết lập những cột mốc ấn tượng, góp phần làm nên lịch sử của phong trào thể thao châu Á. 
Các kỷ lục được chia theo từng nội dung thi đấu, bao gồm cả cá nhân và đồng đội, ở các thể loại súng như súng ngắn, súng trường và bắn đĩa bay. Từ những kỳ đại hội đầu tiên cho đến nay, Danh sách này được cập nhật từ sau kì Đại hội Thể thao châu Á năm 2022.

## Nam

### Súng lục
| Nội dung                      | Điểm                 | Vận động viên                             | Quốc gia             | Kì đại hội             | Ngày                 |
| 10 mét súng ngắn hơi          | 10 mét súng ngắn hơi | 10 mét súng ngắn hơi                      | 10 mét súng ngắn hơi | 10 mét súng ngắn hơi   | 10 mét súng ngắn hơi |
| ----------------------------- | -------------------- | ----------------------------------------- | -------------------- | ---------------------- | -------------------- |
| Vòng loại                     | 590                  | Tan Zongliang                             | Trung Quốc           | 2002 Busan             | 3 tháng 10 năm 2002  |
| Chung kết                     | 240.7                | Saurabh Chaudhary                         | Ấn Độ                | 2018 Jakarta-Palembang | 21 tháng 8 năm 2018  |
| Đồng đội                      | 1750                 | Tan Zongliang Wang Yifu Xu Dan            | Trung Quốc           | 2002 Busan             | 3 tháng 10 năm 2002  |
| 25 mét súng ngắn bắn đạn thật |                      |                                           |                      |                        |                      |
| Cá nhân                       | 590                  | Jaspal Rana                               | Ấn Độ                | 2006 Doha              | 8 tháng 12 năm 2006  |
| Đồng đội                      | 1749                 | Kim Hyon-ung Kim Jong-su Ryu Myong-yon    | CHDCND Triều Tiên    | 1998 Bangkok           | 13 tháng 12 năm 1998 |
|                               | 1749                 | Kim Sung-jun Lee Sang-hak Park Byung-taek | Hàn Quốc             | 1998 Bangkok           | 13 tháng 12 năm 1998 |
| 25 mét súng ngắn bắn nhanh    |                      |                                           |                      |                        |                      |
| Vòng loại                     | 590                  | Li Yuehong                                | Trung Quốc           | 2022 Hàng Châu         | 25 tháng 9 năm 2023  |
| Chung kết                     | 34                   | Yao Zhaonan                               | Trung Quốc           | 2018 Jakarta-Palembang | 25 tháng 8 năm 2018  |
| Đồng đội                      | 1765                 | Li Yuehong Liu Yangpan Wang Xinjie        | Trung Quốc           | 2022 Hàng Châu         | 25 tháng 9 năm 2023  |
| 25 mét súng ngắn tiêu chuẩn   |                      |                                           |                      |                        |                      |
| Cá nhân                       | 579                  | Opas Ruengpanyawut                        | Thái Lan             | 2002 Busan             | 8 tháng 10 năm 2002  |
| Đồng đội                      | 1724                 | Jin Yongde Liu Guohui Liu Yadong          | Trung Quốc           | 2002 Busan             | 8 tháng 10 năm 2002  |
| 50 mét súng ngắn              |                      |                                           |                      |                        |                      |
| Cá nhân                       | 571                  | Wang Yifu                                 | Trung Quốc           | 2002 Busan             | 2 tháng 10 năm 2002  |
| Đồng đội                      | 1692                 | Pang Wei Pu Qifeng Wang Zhiwei            | Trung Quốc           | 2014 Incheon           | 20 tháng 9 năm 2014  |

### Súng trường
| Nội dung                    | Điểm                   | Vận động viên                                                      | Quốc gia               | Kì đại hội             | Ngày                   |
| 10 mét súng trường hơi      | 10 mét súng trường hơi | 10 mét súng trường hơi                                             | 10 mét súng trường hơi | 10 mét súng trường hơi | 10 mét súng trường hơi |
| --------------------------- | ---------------------- | ------------------------------------------------------------------ | ---------------------- | ---------------------- | ---------------------- |
| Vòng loại                   | 634.5                  | Sheng Lihao                                                        | Trung Quốc             | 2022 Hàng Châu         | 25 tháng 9 năm 2023    |
| Chung kết                   | 253.3                  | Sheng Lihao                                                        | Trung Quốc             | 2022 Hàng Châu         | 25 tháng 9 năm 2023    |
| Đồng đội                    | 1893.7                 | Divyansh Singh Panwar Rudrankksh Patil Aishwary Pratap Singh Tomar | Ấn Độ                  | 2022 Hàng Châu         | 25 tháng 9 năm 2023    |
| 50 mét súng trường bắn nằm  |                        |                                                                    |                        |                        |                        |
| Cá nhân                     | 626.2                  | Zhao Shengbo                                                       | Trung Quốc             | 2014 Incheon           | 25 tháng 9 năm 2014    |
| Đồng đội                    | 1876.0                 | Lan Xing Liu Gang Zhao Shengbo                                     | Trung Quốc             | 2014 Incheon           | 25 tháng 9 năm 2014    |
| 50 mét súng trường 3 tư thế |                        |                                                                    |                        |                        |                        |
| Vòng loại                   | 591                    | Swapnil Kusale                                                     | Ấn Độ                  | 2022 Hàng Châu         | 29 tháng 9 năm 2023    |
| Vòng loại                   | 591                    | Aishwary Pratap Singh Tomar                                        | Ấn Độ                  | 2022 Hàng Châu         | 29 tháng 9 năm 2023    |
| Chung kết                   | 460.6                  | Du Linshu                                                          | Trung Quốc             | 2022 Hàng Châu         | 29 tháng 9 năm 2023    |
| Đồng đội                    | 1769                   | Swapnil Kusale Akhil Sheoran Aishwary Pratap Singh Tomar           | Ấn Độ                  | 2022 Hàng Châu         | 29 tháng 9 năm 2023    |

### Súng trường hơi di động
| Nội dung                                  | Điểm                                      | Vận động viên                             | Quốc gia                                  | Kì đại hội                                | Ngày                                      |
| 10 mét súng trường hơi di động tiêu chuẩn | 10 mét súng trường hơi di động tiêu chuẩn | 10 mét súng trường hơi di động tiêu chuẩn | 10 mét súng trường hơi di động tiêu chuẩn | 10 mét súng trường hơi di động tiêu chuẩn | 10 mét súng trường hơi di động tiêu chuẩn |
| ----------------------------------------- | ----------------------------------------- | ----------------------------------------- | ----------------------------------------- | ----------------------------------------- | ----------------------------------------- |
| Cá nhân                                   | 590                                       | Zhai Yujia                                | Trung Quốc                                | 2010 Quảng Châu                           | 16 tháng 11 năm 2010                      |
| Đồng đội                                  | 1720                                      | Niu Zhiyuan Yang Ling Zeng Guobin         | Trung Quốc                                | 2002 Busan                                | 4 tháng 10 năm 2002                       |
| 10 mét súng trường hơi di động hỗn hợp    |                                           |                                           |                                           |                                           |                                           |
| Cá nhân                                   | 389                                       | Gan Lin                                   | Trung Quốc                                | 2006 Doha                                 | 6 tháng 12 năm 2006                       |
| Đồng đội                                  | 1141                                      | Jo Yong Chol Kim Ji Song Pak Myong-won    | CHDCND Triều Tiên                         | 2010 Quảng Châu                           | 17 tháng 11 năm 2010                      |

### Súng bắn đĩa
| Nội dung  | Điểm | Vận động viên                                              | Quốc gia          | Kì đại hội             | Ngày                |
| Trap      | Trap | Trap                                                       | Trap              | Trap                   | Trap                |
| --------- | ---- | ---------------------------------------------------------- | ----------------- | ---------------------- | ------------------- |
| Vòng loại | 123  | Fahad Al-Deehani                                           | Kuwait            | 1994 Hiroshima         | 8 tháng 10 năm 1994 |
| Chung kết | 48   | Yang Kun-pi                                                | Đài Bắc Trung Hoa | 2018 Jakarta-Palembang | 20 tháng 8 năm 2018 |
| Đồng đội  | 357  | Fahad Al-Deehani Fehaid Al-Deehani Khalaf Al-Otaibi        | Kuwait            | 1994 Hiroshima         | 8 tháng 10 năm 1994 |
| Trap đôi  |      |                                                            |                   |                        |                     |
| Cá nhân   | 142  | Fehaid Al-Deehani                                          | Kuwait            | 2014 Incheon           | 25 tháng 9 năm 2014 |
| Đồng đội  | 404  | Hu Binyuan Li Jun Mo Junjie                                | Trung Quốc        | 2014 Incheon           | 25 tháng 9 năm 2014 |
| Đồng đội  | 404  | Ahmad Al-Afasi Hamad Al-Afasi Fehaid Al-Deehani            | Kuwait            | 2014 Incheon           | 25 tháng 9 năm 2014 |
| Đồng đội  | 404  | Masoud Hamad Al-Athba Rashid Hamad Al-Athba Hamad Al-Marri | Qatar             | 2014 Incheon           | 25 tháng 9 năm 2014 |
| Skeet     |      |                                                            |                   |                        |                     |
| Vòng loại | 124  | Vladislav Mukhamediyev                                     | Kazakhstan        | 2018 Jakarta-Palembang | 26 tháng 8 năm 2018 |
| Chung kết | 60   | Abdullah Al-Rashidi                                        | Kuwait            | 2022 Hàng Châu         | 27 tháng 9 năm 2023 |
| Đồng đội  | 366  | Jin Di Xu Ying Zhang Fan                                   | Trung Quốc        | 2014 Incheon           | 30 tháng 9 năm 2014 |

## Nữ

### Súng ngắn
| Nội dung             | Điểm                 | Vận động viên                 | Quốc gia             | Kì đại hội             | Ngày                 |
| 10 mét súng ngắn hơi | 10 mét súng ngắn hơi | 10 mét súng ngắn hơi          | 10 mét súng ngắn hơi | 10 mét súng ngắn hơi   | 10 mét súng ngắn hơi |
| -------------------- | -------------------- | ----------------------------- | -------------------- | ---------------------- | -------------------- |
| Vòng loại            | 581                  | Jiang Ranxin                  | Trung Quốc           | 2022 Hàng Châu         | 29 tháng 9 năm 2023  |
| Vòng loại            | 581                  | Zhao Nan                      | Trung Quốc           | 2022 Hàng Châu         | 29 tháng 9 năm 2023  |
| Chung kết            | 242,1                | Palak Gulia                   | Ấn Độ                | 2022 Hàng Châu         | 29 tháng 9 năm 2023  |
| Đồng đội             | 1736                 | Jiang Ranxin Li Xue Zhao Nan  | Trung Quốc           | 2022 Hàng Châu         | 29 tháng 9 năm 2023  |
| 25 mét súng ngắn     |                      |                               |                      |                        |                      |
| Vòng loại            | 593                  | Manu Bhaker                   | Ấn Độ                | 2018 Jakarta-Palembang | 22 tháng 8 năm 2018  |
| Chung kết            | 38                   | Liu Rui                       | Trung Quốc           | 2022 Hàng Châu         | 27 tháng 9 năm 2023  |
| Đồng đội             | 1768                 | Chen Ying Li Duihong Tao Luna | Trung Quốc           | 2002 Busan             | 4 tháng 10 năm 2002  |

### Súng trường
| Nội dung                    | Điểm                   | Vận động viên                        | Quốc gia               | Kì đại hội             | Ngày                   |
| 10 mét súng trường hơi      | 10 mét súng trường hơi | 10 mét súng trường hơi               | 10 mét súng trường hơi | 10 mét súng trường hơi | 10 mét súng trường hơi |
| --------------------------- | ---------------------- | ------------------------------------ | ---------------------- | ---------------------- | ---------------------- |
| Vòng loại                   | 634.1                  | Han Jiayu                            | Trung Quốc             | 2022 Hàng Châu         | 24 tháng 9 năm 2023    |
| Chung kết                   | 252.7                  | Huang Yuting                         | Trung Quốc             | 2022 Hàng Châu         | 24 tháng 9 năm 2023    |
| Đồng đội                    | 1896.6                 | Han Jiayu Huang Yuting Wang Zhilin   | Trung Quốc             | 2022 Hàng Châu         | 24 tháng 9 năm 2023    |
| 50 mét súng trường bắn nằm  |                        |                                      |                        |                        |                        |
| Cá nhân                     | 624.1                  | Chuluunbadrakhyn Narantuyaa          | Mông Cổ                | 2014 Incheon           | 24 tháng 9 năm 2014    |
| Đồng đội                    | 1855.5                 | Eum Bit-na Jeong Mi-ra Na Yoon-kyung | Hàn Quốc               | 2014 Incheon           | 24 tháng 9 năm 20      |
| 50 mét súng trường 3 tư thế |                        |                                      |                        |                        |                        |
| Vòng loại                   | 594                    | Xia Siyu                             | Trung Quốc             | 2022 Hàng Châu         | 27 tháng 9 năm 2023    |
| Vòng loại                   | 594                    | Sift Kaur Samra                      | Ấn Độ                  | 2022 Hàng Châu         | 27 tháng 9 năm 2023    |
| Chung kết                   | 469.6                  | Sift Kaur Samra                      | Ấn Độ                  | 2022 Hàng Châu         | 27 tháng 9 năm 2023    |
| Đồng đội                    | 1773                   | Han Jiayu Xia Siyu Zhang Qiongyue    | Trung Quốc             | 2022 Hàng Châu         | 24 tháng 9 năm 2023    |

### Súng trường hơi di động
| Nội dung                                  | Điểm                                      | Vận động viên                             | Quốc gia                                  | Kì đại hôi                                | Ngày                                      |
| 10 mét súng trường hơi di động tiêu chuẩn | 10 mét súng trường hơi di động tiêu chuẩn | 10 mét súng trường hơi di động tiêu chuẩn | 10 mét súng trường hơi di động tiêu chuẩn | 10 mét súng trường hơi di động tiêu chuẩn | 10 mét súng trường hơi di động tiêu chuẩn |
| ----------------------------------------- | ----------------------------------------- | ----------------------------------------- | ----------------------------------------- | ----------------------------------------- | ----------------------------------------- |
| Cá nhân                                   | 560                                       | Zukhra Irnazarova                         | Kazakhstan                                | 2022 Hàng Châu                            | 28 tháng 9 năm 2023                       |
| Đồng đội                                  | 1148                                      | Paek Ok-sim Pang Myong-hyang Ri Ji-ye     | CHDCND Triều Tiên                         | 2022 Hàng Châu                            | 28 tháng 9 năm 2023                       |

### Súng bắn đĩa
| Nội dung  | Điểm | Vận động viên                               | Quốc gia   | Kì đại hội             | Ngày                |
| Trap      | Trap | Trap                                        | Trap       | Trap                   | Trap                |
| --------- | ---- | ------------------------------------------- | ---------- | ---------------------- | ------------------- |
| Vòng loại | 124  | Wu Cuicui                                   | Trung Quốc | 2022 Hàng Châu         | 1 tháng 10 năm 2023 |
| Chung kết | 47   | Zhang Xinqiu                                | Trung Quốc | 2022 Hàng Châu         | 1 tháng 10 năm 2023 |
| Đồng đội  | 357  | Li Qingnian Wu Cuicui Zhang Xinqiu          | Trung Quốc | 2022 Hàng Châu         | 1 tháng 10 năm 2023 |
| Trap đôi  |      |                                             |            |                        |                     |
| Cá nhân   | 136  | Li Qingnian                                 | Trung Quốc | 2018 Jakarta-Palembang | 23 tháng 8 năm 2018 |
| Skeet     |      |                                             |            |                        |                     |
| Vòng loại | 123  | Jiang Yiting                                | Trung Quốc | 2022 Hàng Châu         | 27 tháng 9 năm 2023 |
| Chung kết | 57   | Jiang Yiting                                | Trung Quốc | 2022 Hàng Châu         | 27 tháng 9 năm 2023 |
| Đồng đội  | 350  | Zoya Kravchenko Assem Orynbay Olga Panarina | Kazakhstan | 2022 Hàng Châu         | 27 tháng 9 năm 2023 |

## Hỗn hợp

### Súng ngắn
| Nội dung             | Điểm                 | Vận động viên           | Quốc gia             | Kì đại hội           | Ngày                 |
| 10 mét súng ngắn hơi | 10 mét súng ngắn hơi | 10 mét súng ngắn hơi    | 10 mét súng ngắn hơi | 10 mét súng ngắn hơi | 10 mét súng ngắn hơi |
| -------------------- | -------------------- | ----------------------- | -------------------- | -------------------- | -------------------- |
| Vòng loại            | 577                  | Sarabjot Singh Divya TS | Ấn Độ                | 2022 Hàng Châu       | 30 tháng 9 năm 2023  |

| Nội dung               | Điểm                   | Vận động viên            | Quốc gia               | Kì đại hội             | Ngày                   |
| 10 mét súng trường hơi | 10 mét súng trường hơi | 10 mét súng trường hơi   | 10 mét súng trường hơi | 10 mét súng trường hơi | 10 mét súng trường hơi |
| ---------------------- | ---------------------- | ------------------------ | ---------------------- | ---------------------- | ---------------------- |
| Vòng loại              | 634,4                  | Sheng Lihao Huang Yuting | Trung Quốc             | 2022 Hàng Châu         | 26 tháng 9 năm 2023    |

### Súng bắn đĩa
| Nội dung  | Điểm | Vận động viên                      | Quốc gia          | Kì đại hội             | Ngày                |
| Trap      | Trap | Trap                               | Trap              | Trap                   | Trap                |
| --------- | ---- | ---------------------------------- | ----------------- | ---------------------- | ------------------- |
| Vòng loại | 146  | Du Yu Wang Xiaojing                | Trung Quốc        | 2018 Jakarta-Palembang | 21 tháng 8 năm 2018 |
| Vòng loại | 146  | Yang Kun-pi Lin Yi-chun            | Đài Bắc Trung Hoa | 2018 Jakarta-Palembang | 21 tháng 8 năm 2018 |
| Skeet     |      |                                    |                   |                        |                     |
| Vòng loại | 149  | Abdullah Al-Rashidi Eman Al-Shamaa | Kuwait            | 2022 Hàng Châu         | 28 tháng 9 năm 2023 |

- Kết quả ISSF